# Flora de Honduras
IGMH  -11vo 1 BCH  
Importancia De La Vegetación Endémica en los suelos de Honduras, es un país centroamericano  geográficamente ubicado dentro de los trópicos, lo que le permite que su naturaleza brinde un hábitat adecuado para la flora y fauna de especies especiales, variadas, a pesar de esto, algunas de ellas se encuentran en vía de extinción… cumpliendo un papel fundamental en la biodiversidad y en el equilibrio ecológico Hondureño.

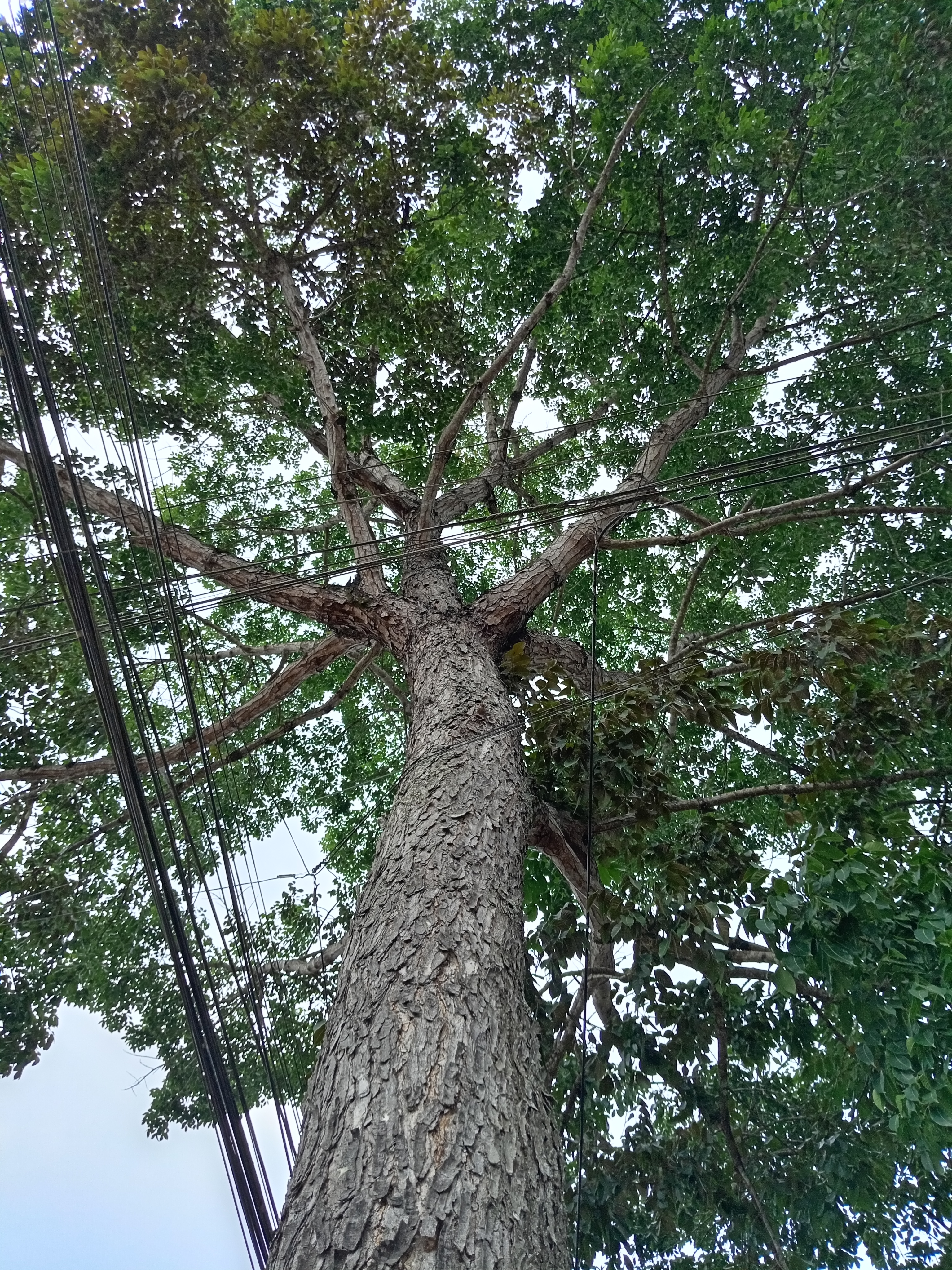
Árbol Caoba

## Selva Lluviosa o pluvioselva
La flora de Honduras es muy variada, la selva lluviosa o pluvioselva, también clasificado como Bosque lluvioso Tropical, es una de las más impresionantes como formación vegetal; los ecólogos la denominan "Formación Higrófila Megatérmica", por corresponder a regiones de gran humedad y constantes temperaturas altas. En los cuales hay una especie dominante única, como pinos o abetos, cubriendo grandes áreas.
Los troncos de los árboles son rectos y lisos y sus primeras ramas nacen a gran altura del suelo. La Pluvioselva de Honduras corresponde a la región norte por debajo de los 600 metros de elevación; no hay estación seca completamente definida y abarca un 29% del total de la superficie del país. Entre las especies vegetales más típicas de esta región biogeográfica se encuentran: 
- cedro Real (Cedrela mexicana),
- Cedro Común (Cedrela odorata),
- Caoba (Swetonia mahogoni L.),
- árbol de María (Calophyllum brasiliense),
- Cortés (Tabebuia guayacán),
- "Espavel" o Mijao (Anacardium excelsum),
- guayabo (Guayabón) o (Tarminalia amazonia), y muchos otros.

Paisajes bioclimáticos de Honduras
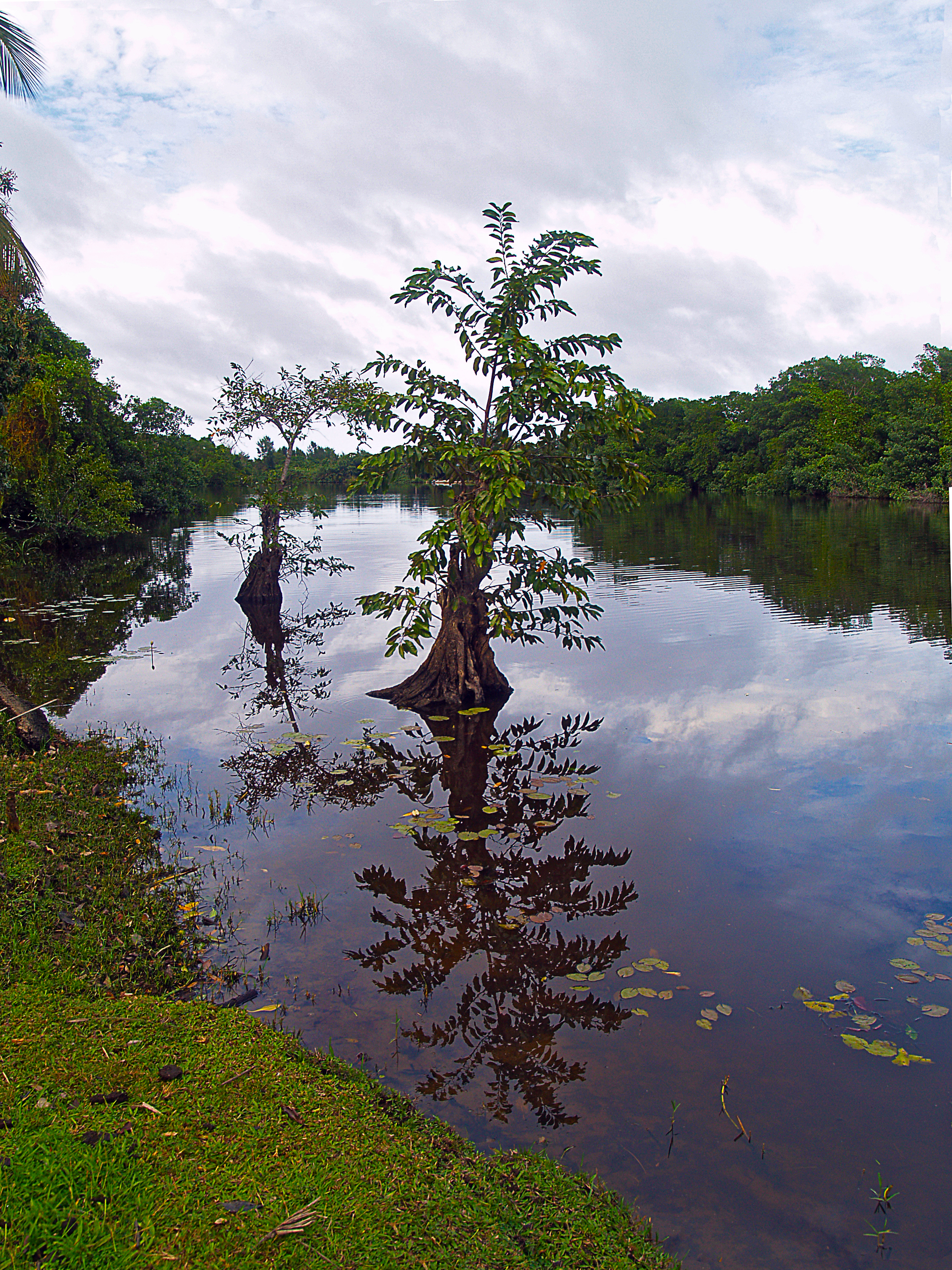
Humedal Parque Nacional Punta Izopo
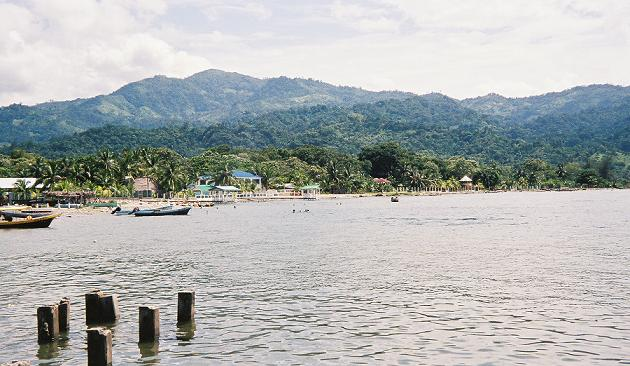
Ecuatorial Af Omoa
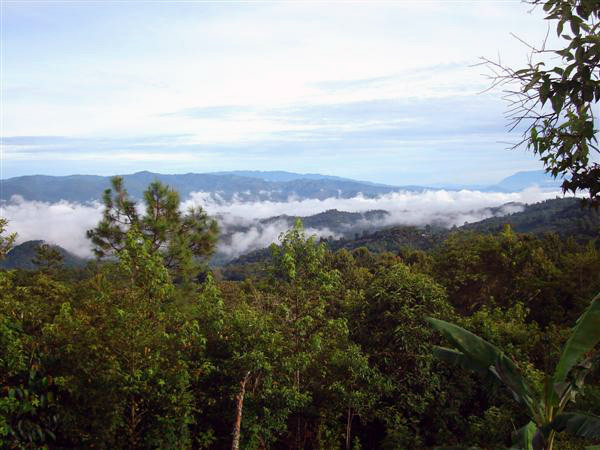
Bosque laurifolio La Paz
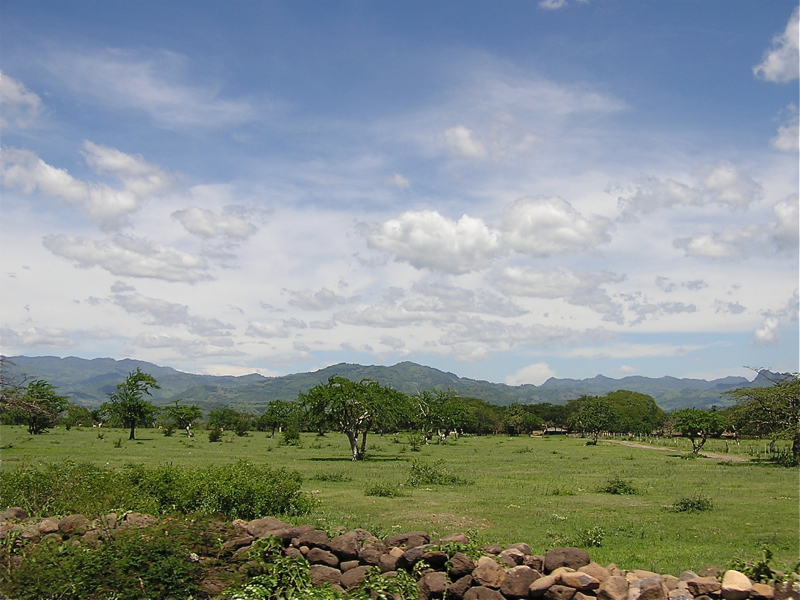
Bosque seco Choluteca
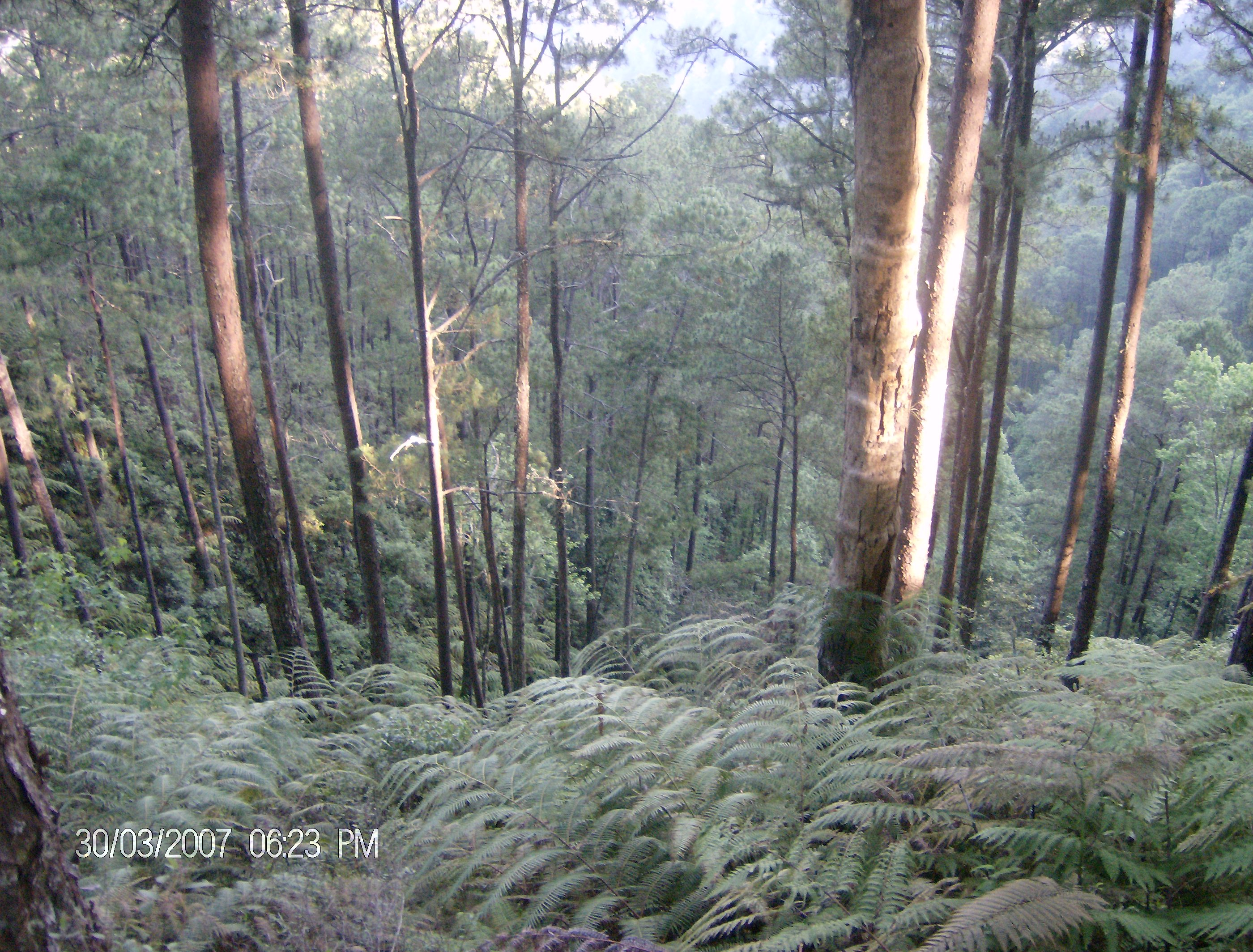
Monzónico Am Parque nacional Cusuco
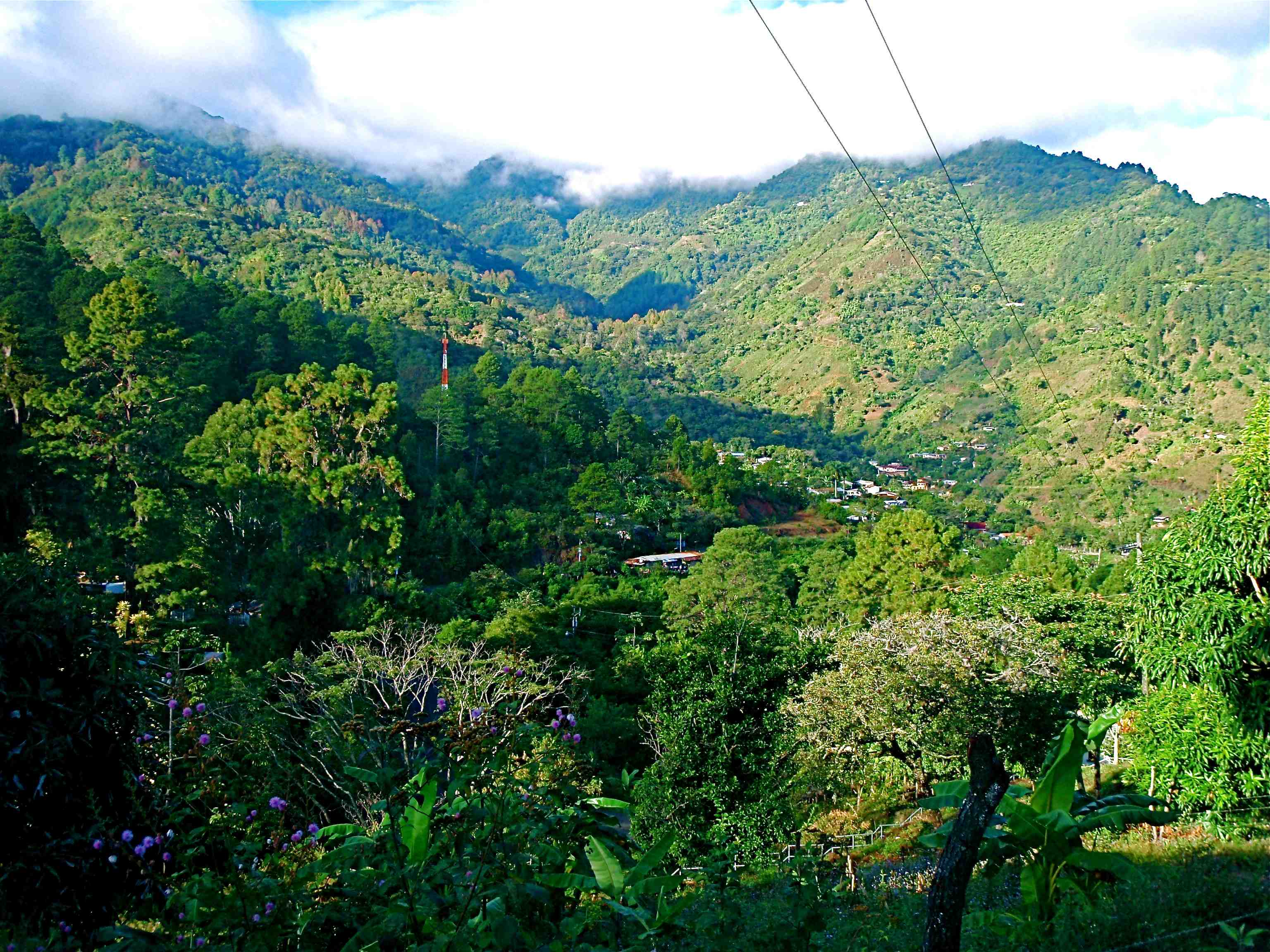
Sabana As Tegucigalpa.
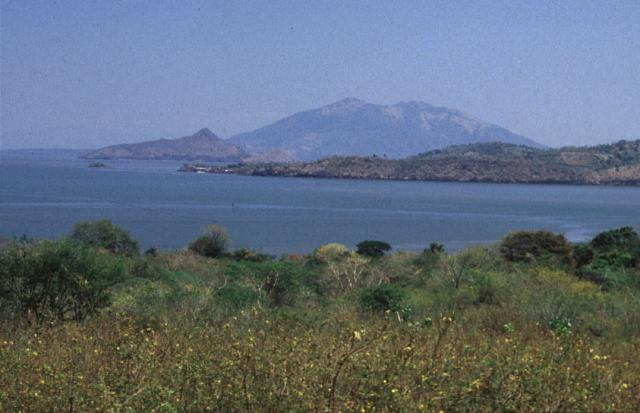
Manglar Isla Zacate Grande

### La Mosquitia
La zona oriental del país "La Mosquitia". Existe una gran abundancia de plantas trepadoras o enredaderas, como las lianas. Gran variedad de epifitas, siendo las más llamativas las orquídeas. Por su adaptación a la humedad ambiente, los árboles son enormes y no poseen raíces profundas sosteniéndose gracias a los grandes contrafuertes o espolones, mientras las hojas son muchas y de gran tamaño.

## Bosques húmedos
La selva tropical o bosque lluvioso tropical es la selva o bosque denso de clima tropical húmedo que se caracteriza por unas elevadas precipitaciones (2000 a 5000 mm anuales) y una elevada temperatura media. Son pluvisilvas que se sitúan en las proximidades del ecuador terrestre, en América, África, Asia y Oceanía. (para la Selva tropical seca, ver Bosque seco)
De todos los tipos de bosque tropical, la selva tropical es el ecosistema de mayor extensión y de mayor importancia. Su vegetación está formada por especies de hoja perenne y ancha.
Los bosques húmedos tropicales de Honduras se encuentran en Islas de la Bahía, Gracias a Dios, Colón, el norte de Atlántida y Cortés.

## Bosque nuboso
Un bosque nuboso, selva nubosa o nebliselva, es generalmente un bosque húmedo montano tropical o subtropical , que se caracteriza por una alta concentración de niebla superficial, usualmente a nivel de la canopea. Los bosques nubosos se agrupan dentro de la denominada Pluvisilva.
Los siguientes parques nacionales cuentan con nubliselva:
- Parque nacional Cerro Azul Meambar,
- Parque nacional Montecristo,
- Refugio de vida silvestre Montaña Verde,
- Parque nacional Montaña Santa Bárbara,
- Parque nacional Cusuco,
- Parque nacional Pico Pijol,
- Refugio de vida silvestre Texiguat,
- Parque nacional Pico Bonito
- Parque nacional La Tigra

Entre otros.

## Manglares
Los manglares son un tipo de biomasa, formada por árboles muy tolerantes a la sal que ocupan la zona intermareal cercana a las desembocaduras de cursos de agua dulce de las costas de latitudes tropicales y subtropicales de la Tierra, incluyen estuarios y zonas costeras. Tienen una gran diversidad biológica con alta productividad, encontrándose muchas especies de aves como de peces, crustáceos, moluscos y otras.
Su nombre deriva de los árboles que los forman, los mangles, el vocablo mangle de donde se deriva mangrove (en alemán, francés e inglés) es originalmente guaraní[cita requerida] y significa árbol retorcido. 
Los manglares de Honduras se encuentran en el Golfo de Fonseca, en los departamentos de Choluteca y Valle. 

## Bosque seco
El bosque seco, xerófilo, caduco, también llamado selva seca, tropófila, caducifolia o también hiemisilva, es el ecosistema de semidensa o densa vegetación arbolada, que alterna climas estacionales lluviosos breves con climas secos más prolongados. 
Es uno de los catorce biomas con los que el WWF clasifica las ecorregiones terrestres dándole la denominación de Bosque seco tropical y subtropical de hoja ancha. 
Los bosques secos de Honduras se encuentran en el sur del país (Valle, Choluteca) y también en otras zonas interiores como Valle de Comayagua, Valle de Otoro, Valle de aguan y el sur del Departamento de Gracias.

## Bosque subtropical de coníferas
Los bosques subtropicales de coníferas o también bosques de pino o bosque pinar, constituyen un bioma forestal terrestre que se presenta en zonas altas y bajas de clima subtropical semi-húmedo con una estación seca larga y escasas precipitaciones donde la vegetación predominante son los bosques de pino y mixtos (coníferas y frondosas).
Los ecosistemas que componen este bioma son bosques densos acompañados de un sotobosque de hongos, helechos, arbustos y árboles pequeños. Destacan las aves y mariposas migratorias. Donde el bosque es más seco hay matorral espino y plantas suculentas.
Los bosques pinares de Honduras cubren un 22 ,3% de la superficie total del país. El 52 % se encuentran en la zona central, el 19% en la zona este del país y el 14% se encuentra en la zona oeste del país.

## Zona costera
Existen numerosas palmeras cerca de las costas, la fruta es tropical y las flores de todos los colores. Es muy común encontrar plantas textiles como el algodón o la pacaya. También hay gran variedad de plantas medicinales como la achicoria, el apazote y el Bálsamo de Tolú. Se utilizan como árboles productores de goma (Ficus elastica) y resina, el espino blanco y el palmacristi (Ricinus communis).

## Especies endémicas
Entre las especies endémicas de Honduras o especies que se encuentran exclusivamente en Honduras se encuentran las siguientes:

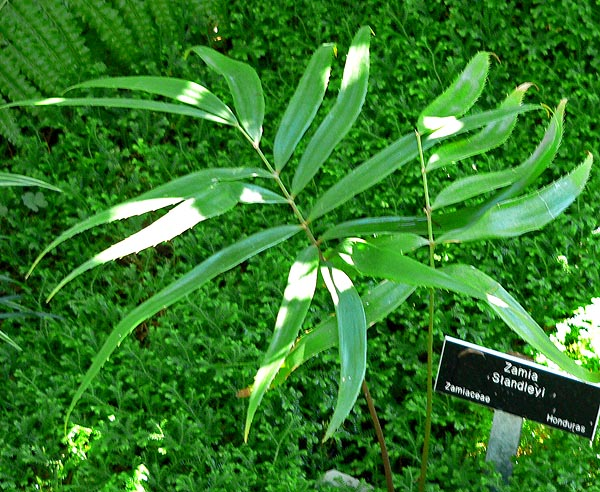
Zamia standleyi

- Zamia standleyi: Es una especie botánica de planta de la familia de las Zamiaceae. Está amenazada de destrucción de hábitat.

- Hondurodendron: Es un árbol que se encuentra en el parque nacional Cusuco, fue descubierto en 2004.

- Gloeospermum boreale: Es una especie arbustiva en peligro crítico de extinción perteneciente a la familia Violaceae, se encuentra en las pluvioselvas a una altitud de 100–200 m s. n. m.; desde Honduras a Costa Rica.

- Maytenus williamsii: Es una especie de planta de flores perteneciente a la familia Celastraceae.

- Mollinedia butleriana:Es una especie de planta de flores perteneciente a la familia Monimiaceae. Es un árbol que se encuentra en las selvas lluviosas de las tierras bajas costeras del Atlántico.

- Viburnum hondurense: Es una especie de planta perteneciente a la familia Adoxaceae en peligro crítico de extinción. Se encuentra en los bosques de pinos, en la zona norcentral; a una altitud de 1100–1400 metros.

- Vochysia aurifera: Es una especie botánica de planta de flor de la familia de las Vochysiaceae. Está amenazada de destrucción de hábitat.

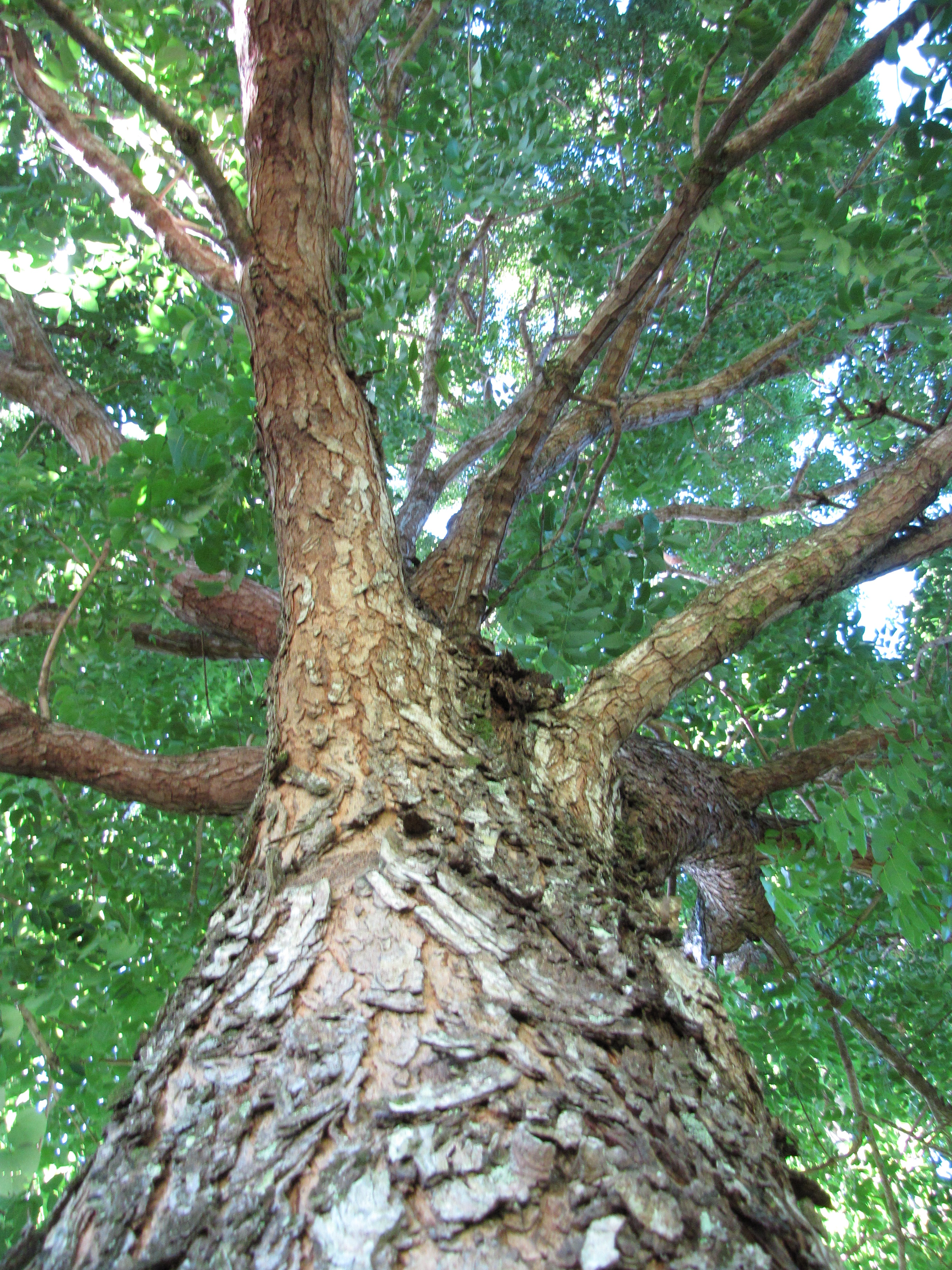
Swietenia humilis

- Swietenia humilis: Es una especie de árbol de la familia Meliaceae, llegan a medir 6 metros de altura. Es una especie en estado vulnerable de extinción.

## Agricultura de Honduras
La agricultura es una de las industrias más importante en Honduras ya que el país es un exportador neto de alimentos. La práctica de la agricultura en el área se data en unos 7000 años y entre los cultivos utilizados se encuentran el maíz y los frijoles. En 2011 los productos agrícolas representaron el 54 % del valor de todos los productos exportados. En 2012 el café generó 1440 millones de dólares.

## Protección gubernamental
La protección de esta gran diversidad natural ha llevado al gobierno hondureño, secretarías y organizaciones naturistas nacionales e internacionales, promover y velar por la protección tanto la biodiversidad de especies, como las reservas naturales existentes.